# Serpiente Emplumada

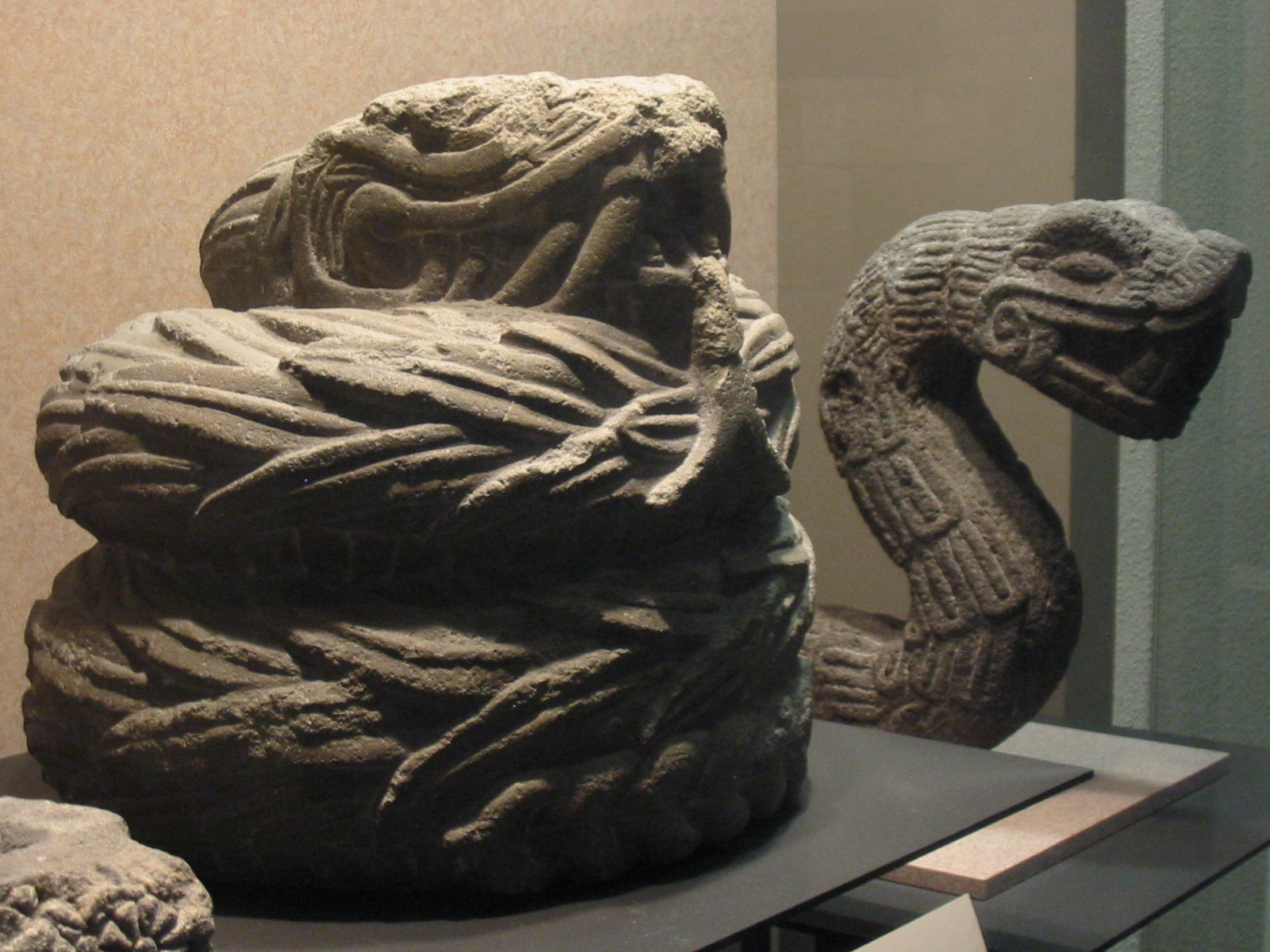
Esculturas de piedra de serpientes emplumadas de la época azteca en exhibición en el Museo Nacional de Antropología en la Ciudad de México

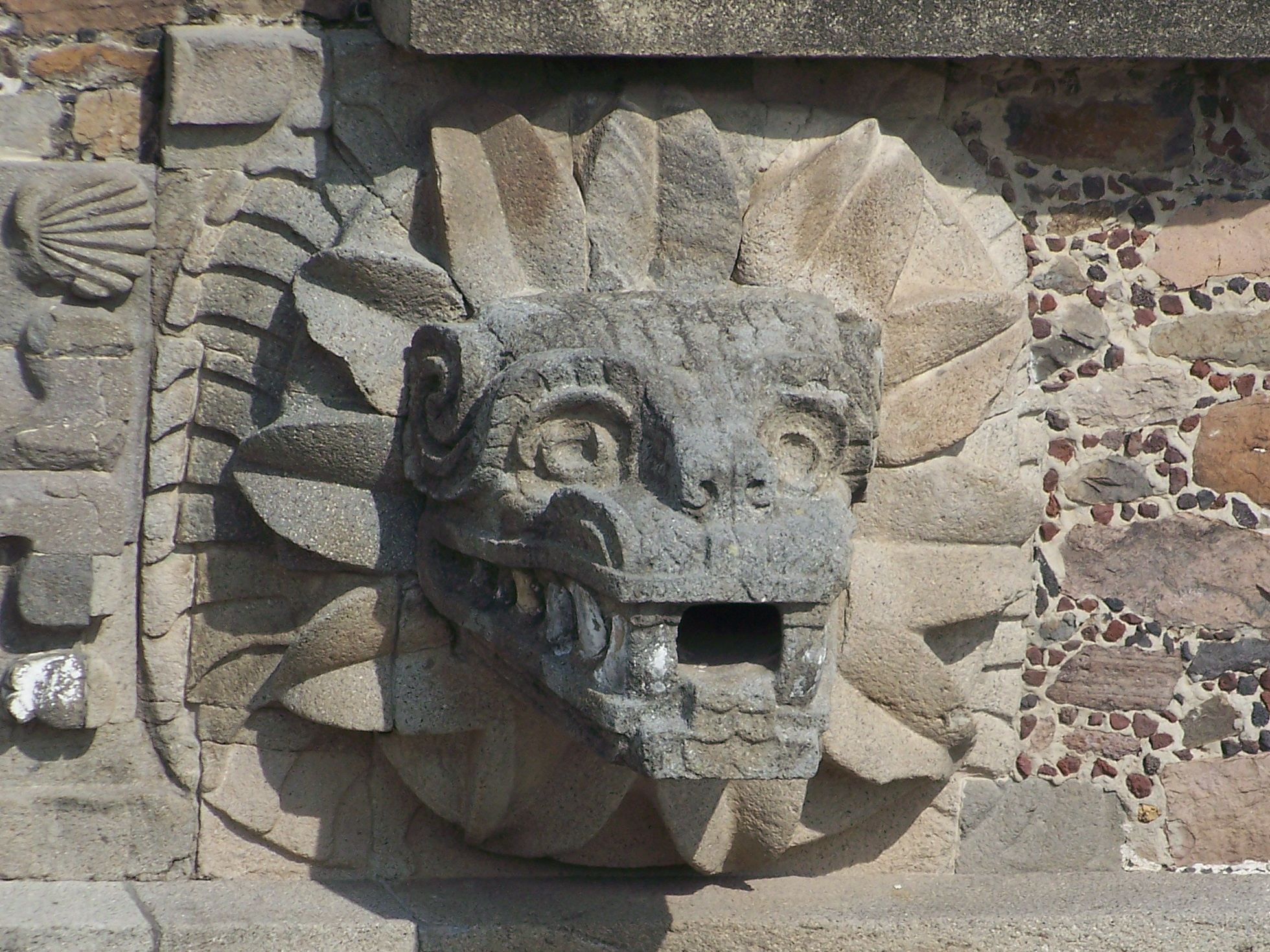
Cabezas de Serpientes Emplumadas cubren el Templo de la Serpiente Emplumada en Teotihuacán.

La Serpiente Emplumada es una divinidad presente en la mitología de numerosos pueblos prehispánicos de Mesoamérica. La iconografía asociada a esta divinidad se estandariza durante los últimos años del Período Preclásico, sin embargo, es probable que su culto sea mucho más antiguo. En sus orígenes fue una divinidad relacionada con el agua, pero a lo largo de los siglos fue adquiriendo otras atribuciones y desdoblándose en otras advocaciones en la mitología de cada pueblo indígena donde existía su culto, tiene semejanza con una criatura mitológica de tribus suramericanas especialmente de los yekuana indígenas amazónicos/guayaneses de Brasil y Venezuela.

## La serpiente mesoamericana

### Olmecas
Las representaciones más antiguas de la Serpiente corresponden a la cultura olmeca, fechada entre los siglos XV y V a. C. Ejemplo de ello son los relieves del Monumento 19 de La Venta, el mayor asentamiento olmeca en la zona del golfo de México. La estela representa un personaje ataviado con vestuario de élite. Tras él se eleva una serpiente con plumas. En las grutas de Juxtlahuaca se encuentra la representación de una serpiente cuyo cuerpo es color rojo y en la cabeza lleva una cresta de plumas verdes. Algunos autores como Richard Diehl opinan que la Serpiente Emplumada no tuvo una relevancia especial en el culto olmeca.

### Teotihuacán

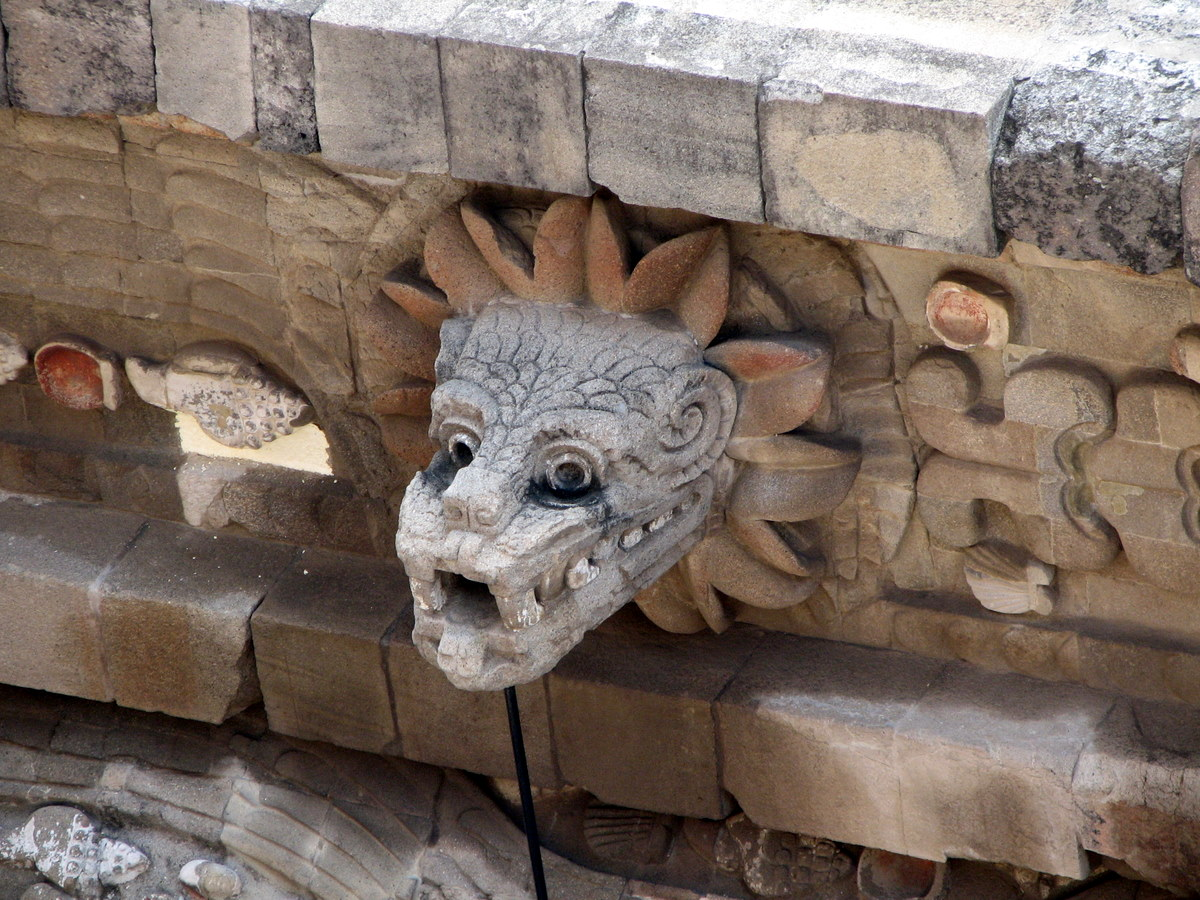
Escultura de la Serpiente Emplumada en el Templo de Quetzalcóatl en Teotihuacán.

En Teotihuacán el culto a la Serpiente Emplumada es muy relevante. Aparece en numerosas representaciones en la cerámica, la pintura y la escultura de la ciudad. Uno de los edificios más importantes en el yacimiento arqueológico es el Templo de Quetzalcóatl. Se trata de un edificio compuesto de varios módulos superpuestos de talud-tablero. Los tableros de cada nivel del edificio se encuentran decorados con esculturas de serpientes emplumadas. En el tiempo de apogeo de la ciudad estas piezas estuvieron recubiertas por una rica policromía. Las esculturas de la Serpiente Emplumada alternan con las del dios de la lluvia teotihuacano, que comparte muchos rasgos con las representaciones posclásicas de Tláloc entre los pueblos nahuas.

### Mixtecos

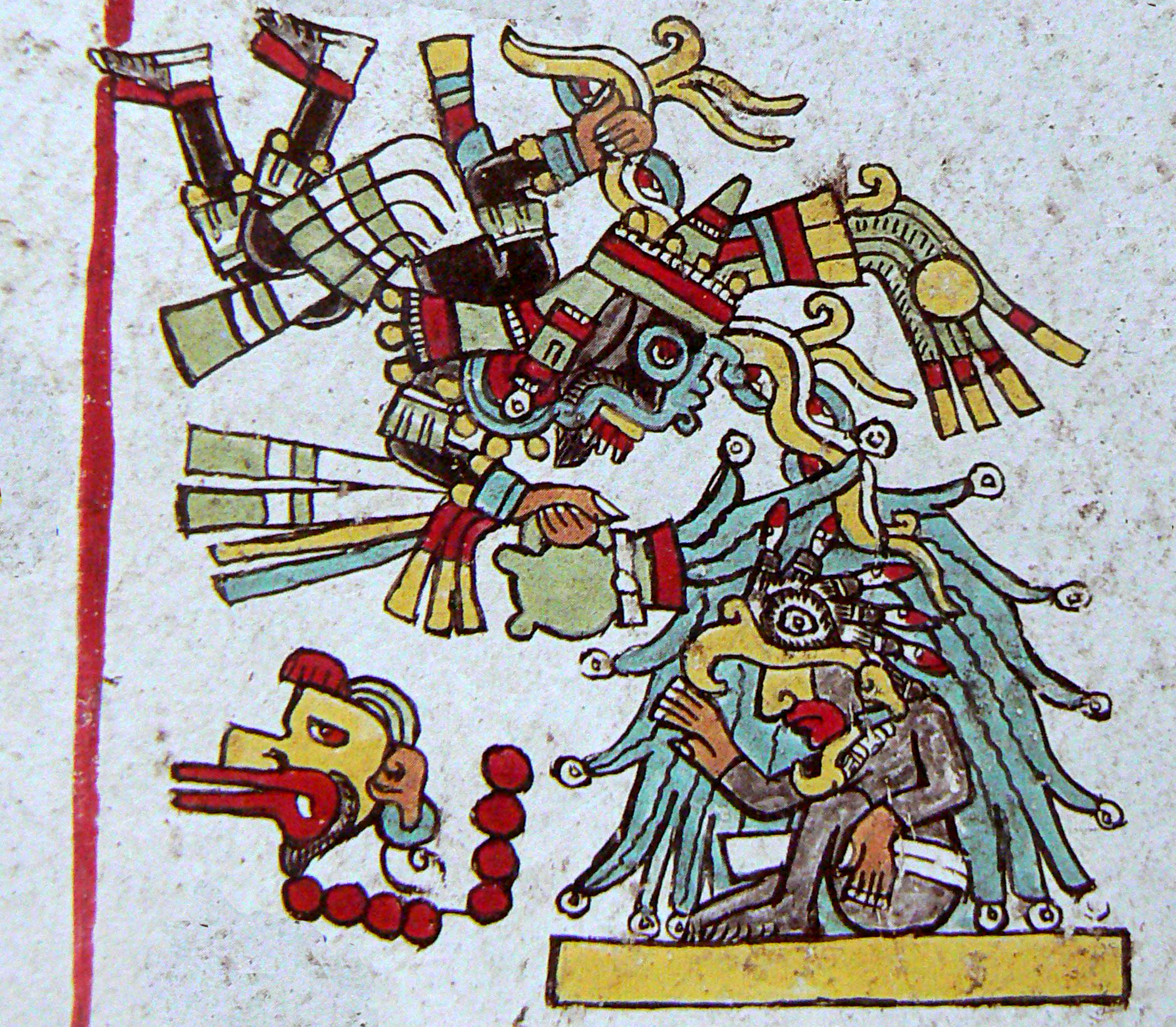
Dzahui desciende del cielo y baña con lluvia a Nueve Viento, de acuerdo con el Códice Vindobonensis.

Los mixtecos de la época prehispánica consideraban a la Serpiente Emplumada como el nahual de su héroe cultural. La conocían con el nombre calendárico de Nueve Viento y su nombre personal era Coo Dzahui (del idioma mixteco: serpiente-lluvia ‘Serpiente de Lluvia’). De acuerdo con lo que se sabe a través del Códice Vindobonensis, Nueve Viento ascendió al cielo y recibió de los dioses creadores Uno Ciervo las insignias que lo identifican dentro del panteón mixteco, y luego descendió a la tierra para enseñar a los hombres las bases de la civilización. A Nueve Viento se le veneraba en las cavernas. Básicamente era una deidad agrícola, relacionada con Dzahui, el dios tutelar de los mixtecos, y además era la figura mítica en la que radicaba la legitimidad de los linajes reinantes en los numerosos ñuu (señoríos) en que estaba dividida La Mixteca.